# Lý Tự Trọng

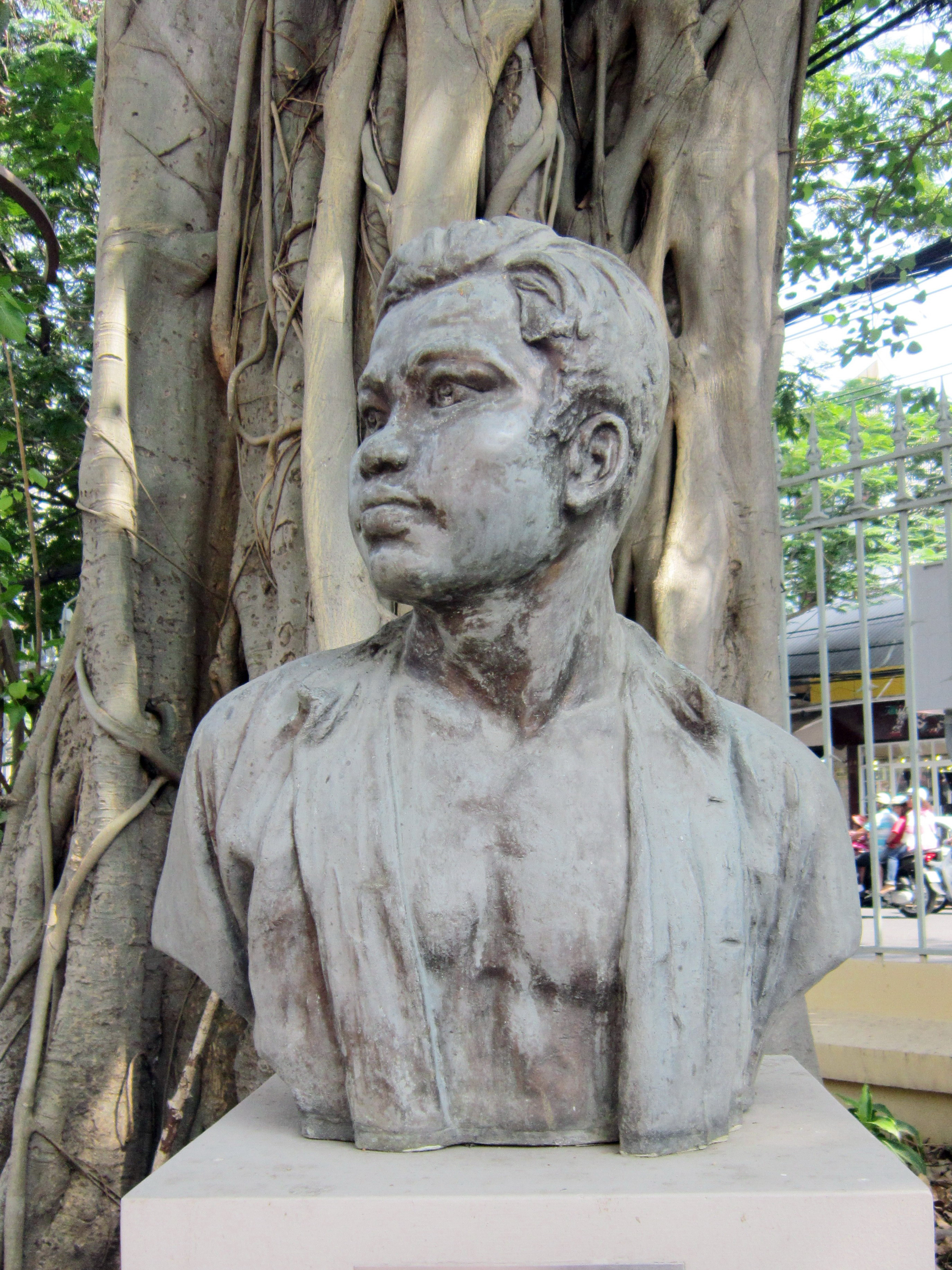
Lý Tự Trọng
(Moderne Büste in Ho-Chi-Minh-Stadt)

Lý Tự Trọng (* 20. Oktober 1914 in Nakhon Phanom; † 20./21. November 1931 in Saigon) war ein vietnamesischer kommunistischer Jugendaktivist und Widerstandskämpfer gegen die französische Kolonialherrschaft in Indochina. Für die Tötung eines französischen Polizeiinspektors wurde er im Alter von 17 Jahren hingerichtet.

## Leben
Lý Tự Trọngs Familie stammte ursprünglich aus dem Bezirk Thạch Hà der zentralvietnamesischen Provinz Hà Tĩnh.
Sein Vater Lê Hữu Đạt war jedoch am antifranzösischen Cần-Vương-Aufstand beteiligt gewesen und hatte nach dessen Scheitern nach Siam fliehen müssen, wo knapp zwei Jahrzehnte später sein Sohn geboren wurde. Der Geburtsname lautete eigentlich Lê Hữu Trọng, mit drei Jahren wurde das Kind aber von einem anderen ehemaligen Rebellen namens Cửu Tuấn adoptiert und wuchs unter dem Namen Lê Văn Trọng auf. Die Familie lebte zunächst in Nakhon Phanom und dann ab Herbst 1921 in Chiang Mai, da es dort eine fortschrittliche chinesische Schule gab. Der Adoptivvater stand über den Mittelsmann Đặng Thúc Hứa in Kontakt mit Phan Bội Châu, dem damaligen Führer der vietnamesischen Unabhängigkeitsbewegung.
Im Frühjahr 1925 wurden der zehnjährige Lê Văn Trọng und seine drei Adoptivgeschwister über den Seeweg nach Kanton (Guangzhou) in Südchina geschickt, um dort ihre Ausbildung fortzusetzen. Nguyễn Ái Quốc (der spätere Hồ Chí Minh) hatte sich nach seiner Rückkehr aus der Sowjetunion Ende 1924 hier niedergelassen und in Zusammenarbeit mit der Untergrundbewegung Tâm Tâm Xã mit dem Aufbau einer kommunistischen vietnamesischen Exilorganisation begonnen. Unterstützt wurde er dabei auch von der Kuomintang und dem Komintern-Berater Borodin. Mitte 1925 entstand so die Vietnamesische Revolutionäre Jugendliga. Ein zentraler Bestandteil davon war eine Kaderschule, in der junge Vietnamesen zu Revolutionären und Unabhängigkeitskämpfern ausgebildet werden sollten. Der Großteil der Schüler stammte aus vietnamesischen Exilfamilien in Siam. Die Kinder erhielten nach ihrer Ankunft in Kanton neue Namen; aus Lê Văn Trọng wurde Lý Tự Trọng. In der Schule der Revolutionären Jugendliga war er einer von acht Jugendlichen der ersten Ausbildungsklasse. Hier erlernte er in den folgenden Jahren neben marxistischer Theorie auch rhetorische Fähigkeiten, Chinesisch und Englisch sowie Strategien für das Leben im Untergrund. In Zusammenarbeit mit der benachbarten Whampoa-Militärakademie wurden den Schülern militärische Grundkenntnisse beigebracht. Auch verfasste die Klasse politische Publikationen, die dann nach Vietnam geschmuggelt wurden. Lý Tự Trọng galt während dieser Zeit als Lieblingsschüler Hồ Chí Minhs, der trotz häufiger Abwesenheit eine Vaterfigur für den Jungen darstellte.
Anfang 1927 zerbrach die Einheitsfront zwischen chinesischen Nationalisten (Kuomintang) und Kommunisten (KPCh). Die Kuomintang machten sich nun daran, alle kommunistischen Organisationen in ihrem Einflussbereich zu zerschlagen. Hồ Chí Minh ging nach Moskau, andere Führungsmitglieder der Revolutionären Jugendliga emigrierten ins britische Hongkong, nach Siam oder kehrten heimlich in die vietnamesischen Gebiete zurück. Anfang 1929 wurden in Hongkong Vorbereitungen für die Gründung einer Kommunistischen Partei Annams getroffen („Annam“ war ein alternativer Name für Vietnam). Noch vor der offiziellen Gründung spalteten sich die aus Tonkin (Nordvietnam) stammenden Kommunisten ab und gründeten eine eigene Partei. Erst nach der Rückkehr Hồ Chí Minhs Anfang 1930 kam es zur Versöhnung und zum Zusammenschluss der Parteien zur Kommunistischen Partei Vietnams.
Lý Tự Trọng war zuvor im Herbst 1929 nach Saigon in Cochinchina (Südvietnam) entsandt worden. Hier führte er nun den Tarnnamen Huy (oder Hui). Er hatte die Aufgabe, vor Ort am Aufbau einer kommunistischen Jugendorganisation mitzuwirken und als mehrsprachiger Verbindungsmann den Kontakt zwischen Saigon und Hongkong aufrechtzuerhalten. Auf seinen Botendiensten von und zum Hafen der Stadt entkam er mehrmals nur knapp der Kolonialpolizei.
Am 8. Februar 1931, einem Sonntag, organisierte die Gruppe um Lý Tự Trọng und Phan Bôi eine Kundgebung anlässlich des Jahrestages des gescheiterten Yên-Bái-Aufstandes. Die Aktion fand auf dem städtischen Sportplatz nach einem Fußballspiel statt, so dass den jungen Kommunisten ein großes Publikum sicher war. Während der Kundgebung – es war gerade ein rotes Banner mit Hammer und Sichel entfaltet worden – tauchten plötzlich verdeckte Ermittler der französischen Geheimpolizei Sûreté auf und versuchten die Aktivisten zu verhaften. Als einer der Polizisten, ein gewisser Inspektor Legrand, den Redner Phan Bôi festnehmen wollte, wurde er von Lý Tự Trọng erschossen. Sowohl Lý Tự Trọng als auch Phan Bôi wurden wenig später gefasst, inhaftiert und vermutlich gefoltert.
Lý Tự Trọng wurde schließlich wegen Mordes zum Tode verurteilt. Er starb in der Nacht vom 20. auf den 21. November vor den Toren des Saigoner Zentralgefängnisses unter der Guillotine. Er wurde nur 17 Jahre alt und ist damit das jüngste bekannte Opfer der französischen Kolonialjustiz. Die Hinrichtung löste sowohl innerhalb als auch außerhalb des Gefängnisses Unruhen aus. Die Franzosen reagierten mit brutaler Repression. Die Zahl der Verhafteten war so groß, dass ein zusätzliches Gefangenenlager in einem Vorort errichtet werden musste.
Seitens der kommunistischen Partei wurde Lý Tự Trọng als Held und Märtyrer der Revolution verehrt. Viele Schulen und Straßen Vietnams tragen heute seinen Namen, insbesondere wurde nach der militärischen Wiedervereinigung des Landes eine der Hauptverkehrsadern der Saigoner Innenstadt (đường Lý Tự Trọng) nach ihm benannt. Auch ein Jugendpreis der Kommunistischen Partei trägt seinen Namen. In Hanoi wurde ihm zu Ehren in einem Park nahe der Trấn-Quốc-Pagode am Ufer des Westsees eine Statue errichtet.
Im Jahr 2010 wurde sein Grab wiederentdeckt, woraufhin seine Überreste in einer feierlichen Zeremonie in den Heimatort seiner Familie in der Provinz Hà Tĩnh umgebettet wurden. Das neue Grabmal wurde 2014 zum nationalen Denkmal erklärt.